# Тюмень (волейбольный клуб)
«Тюмень» — российский мужской волейбольный клуб из Тюмени. Основан в 2004 году.

## История
Первая в постсоветской истории профессиональная волейбольная команда в Тюмени была создана в 2004 году усилиями администрации Тюменской области, руководства Тюменского государственного нефтегазового университета и волейбольного клуба «Самотлор». Коллектив, получивший название «Нефтегазунивер», был составлен из игроков резерва «Югры-Самотлора», готовившихся к дебюту в тюменской команде под руководством нижневартовского специалиста Алексея Давыдова, и воспитанников местного тренера Валерия Рожкова. По итогам сезона-2004/05 «Нефтегазунивер» занял 10-е место среди 17 команд Сибири и Дальнего Востока высшей лиги «Б», что было неплохим результатом, учитывая хотя бы то, что в тюменской дружине не было ни одного игрока старше 18 лет.
В следующем чемпионате «Нефтегазунивер» добрался до финала высшей лиги «Б», а в сентябре 2007 года болельщики Тюмени впервые увидели в своём городе по-настоящему большой волейбол — в новом спорткомплексе «Центральный» прошли матчи полуфинального этапа Кубка России с участием «Югры-Самотлора», «Искры», «Динамо-Янтаря» и «Новы». В частности, именно здесь 28 сентября свой первый официальный матч за «Искру» провёл знаменитый бразильский доигровщик Жиба. Проведение турнира столь высокого ранга стало катализатором развития волейбола в городе. И если в 2008 году пробиться в финал высшей лиги «Б» подопечным Алексея Давыдова не удалось, то в сезоне-2008/09 команда не только дошла до решающей стадии, но и заняла в финале 2-е место, завоевав тем самым право на переход в высшую лигу «А». Основу тюменского коллектива по-прежнему составляли воспитанники местных спортшкол, причём Георгий Плешкевич, Денис Новоженин, Даниил Стрюков, Василий Донец, Илья Егорин находились в команде со дня её основания; усилили игру команды приглашённый из челябинского «Торпедо» связующий Валентин Иванов и либеро Вадим Путинцев, победитель чемпионата мира 2005 года среди молодёжных команд.
В начале июня 2009 года «Югра-Самотлор», сохранившая по итогам сезона-2008/09 место в Суперлиге, из-за финансовых проблем отказалась участвовать в соревнованиях команд элитного дивизиона в следующем году. В итоге нижневартовцы получили добытое «Нефтегазунивером» место в высшей лиге «А», а тюменский коллектив перешёл в Суперлигу. 23 июня 2009 года Всероссийская федерация волейбола объявила решение о составе Суперлиги на сезон-2009/10, и этот день фактически стал днём рождения новой команды, названной «Тюменью». «Нефтегазунивер» продолжил выступления в высшей лиге «Б» в качестве фарм-команды «Тюмени».
Главным тренером «Тюмени» стал работавший ранее в Нижневартовске Юрий Эдуардович Короткевич. Вместе с ним в областной центр переехали Сергей Шульга, Сергей Андрианов и Сергей Самсонов; в обратном направлении проследовал блокирующий Станислав Василенко. В Тюмени остались Валентин Иванов, Вадим Путинцев, Денис Новоженин и Сергей Рыков. Были подписаны контракты с Андреем Павловым («Нова»), Максимом Терёшиным («Урал», во время ноябрьской паузы в чемпионате перешёл в итальянский клуб «Лорето»), Антоном Дубровиным («Прикамье»), Виталием Киктевым («Локомотив» Киев), Михаилом Боярчуком (МГТУ), на правах аренды в «Тюмень» перешёл принадлежавший «Динамо-Янтарю» Владимир Титаренко. В чемпионате России-2009/10 «Тюмень» не смогла доказать закономерность своего присутствия в Суперлиге, одержала только 5 побед в 34 сыгранных матчах, заняла последнее место и выбыла в высшую лигу «А».
Спустя три года «Тюмень» добилась права вернуться в Суперлигу, став победителем первенства высшей лиги «А»-2012/13 в жарком соперничестве с четырьмя другими клубами. В составе победителей ведущие роли играли известные волейболисты, пришедшие в команду перед началом сезона, среди которых можно назвать заслуженного мастера спорта Андрея Егорчева, имеющих опыт выступлений в Суперлиге Алексея Бабешина, Виталия Избицкого и Юрия Зинько, диагонального из Черногории Милоша Чулафича.
В межсезонье 2013 года «Тюмень» провела точечную селекцию, пригласив двух новых диагональных — Василия Носенко и болгарина Николая Учикова, бразильского доигровщика Лиму Мартинса, центрального Сергея Хорошева и связующего Константина Лесика. В чемпионате России-2013/14 сибиряки заняли 14-е место, не позволившее им сохранить прописку в Суперлиге.
После завершения следующего сезона «Тюмень», ставшая 4-й в первенстве высшей лиги «А», отказалась от дальнейшего участия в этом дивизионе из-за финансовых проблем, но в высшей лиге «Б» продолжила выступления вторая команда клубной системы — «Нефтегазунивер». В 2016 году она вновь получила название «Тюмень», а в сезоне-2017/18 под руководством Сергея Шульги завоевала право выступать в высшей лиге «А». В сезоне-2022/23 «Тюмень» стала победителем высшей лиги «А», однако клуб не нашёл финансирования для выступления в элитном дивизионе в сезоне-2023/24.

## Результаты выступлений

### Чемпионат России
| Сезон   | Лига                  | Место              | И  | В  | П  | С/П    | Главный тренер  |
| ------- | --------------------- | ------------------ | -- | -- | -- | ------ | --------------- |
| 2004/05 | Высшая лига «Б» (III) | 10-е в зоне Сибири | 35 | 21 | 14 | 71:55  | Алексей Давыдов |
| 2005/06 | Высшая лига «Б» (III) | 6-е                | 45 | 24 | 21 | 88:77  | Алексей Давыдов |
| 2006/07 | Высшая лига «Б» (III) | 6-е в зоне Сибири  | 35 | 17 | 18 | 57:70  | Алексей Давыдов |
| 2007/08 | Высшая лига «Б» (III) | 8-е в зоне Сибири  | 32 | 23 | 9  | 78:31  | Алексей Давыдов |
| 2008/09 | Высшая лига «Б» (III) | 2-е                | 45 | 35 | 10 | 118:51 | Алексей Давыдов |
| 2009/10 | Суперлига (I)         | 12-е               | 34 | 5  | 29 | 34:93  | Юрий Короткевич |
| 2010/11 | Высшая лига «А» (II)  | 6-е                | 44 | 23 | 21 | 87:77  | Юрий Короткевич |
| 2011/12 | Высшая лига «А» (II)  | 8-е                | 44 | 18 | 26 | 78:98  | Юрий Короткевич |
| 2012/13 | Высшая лига «А» (II)  | 1-е                | 44 | 33 | 11 | 107:53 | Юрий Короткевич |
| 2013/14 | Суперлига (I)         | 14-е               | 22 | 5  | 17 | 27:58  | Юрий Короткевич |
| 2014/15 | Высшая лига «А» (II)  | 4-е                | 44 | 27 | 17 | 101:77 | Игорь Гайдабура |
| 2015/16 | Высшая лига «Б» (III) | 6-е                | 44 | 16 | 28 | 69:92  | Дмитрий Рыков   |
| 2016/17 | Высшая лига «Б» (III) | 3-е                | 40 | 28 | 12 | 94:54  | Дмитрий Рыков   |
| 2017/18 | Высшая лига «Б» (III) | 2-е                | 30 | 23 | 7  | 76:33  | Сергей Шульга   |
| 2017/18 | Переходные матчи      | 1-е                | 4  | 3  | 1  | 10:7   | Сергей Шульга   |
| 2018/19 | Высшая лига «А» (II)  | 9-е                | 48 | 20 | 28 | 87:103 | Сергей Шульга   |
| 2019/20 | Высшая лига «А» (II)  | 3-е                | 26 | 22 | 4  | 73:22  | Сергей Шульга   |
| 2020/21 | Высшая лига «А» (II)  | 7-е                | 26 | 16 | 10 | 54:50  | Сергей Шульга   |
| 2021/22 | Высшая лига «А» (II)  | 14-е               | 44 | 18 | 26 | 80:93  | Сергей Шульга   |
| 2022/23 | Высшая лига «А» (II)  | 1-е                | 49 | 39 | 10 | 127:61 | Сергей Шульга   |
| 2022/23 | Переходные матчи      | 1-е                | 2  | 2  | 0  | 6:2    | Сергей Шульга   |
| 2023/24 | Высшая лига «А» (II)  | 5-е                | 40 | 20 | 20 | 77:84  | Сергей Шульга   |
| 2024/25 | Высшая лига «А» (II)  | 2-е                | 48 | 33 | 15 | 113:70 | Сергей Шульга   |

### Кубок России
| Сезон | Результат                  | И  | В | П | С/П   | Главный тренер  |
| ----- | -------------------------- | -- | - | - | ----- | --------------- |
| 2009  | 3-е в полуфинальной группе | 14 | 6 | 8 | 26:30 | Юрий Короткевич |
| 2010  | 6-е в зональном турнире    | 10 | 2 | 8 | 11:28 | Юрий Короткевич |
| 2011  | 4-е в зональном турнире    | 10 | 4 | 6 | 19:24 | Юрий Короткевич |
| 2012  | 5-е в зональном турнире    | 8  | 1 | 7 | 11:22 | Юрий Короткевич |
| 2013  | 3-е в полуфинальной группе | 11 | 6 | 5 | 23:22 | Юрий Короткевич |
| 2014  | 5-е в зональном турнире    | 10 | 3 | 7 | 14:26 | Игорь Гайдабура |
| 2018  | 6-е в зональном турнире    | 10 | 2 | 8 | 10:26 | Сергей Шульга   |
| 2019  | 4-е в зональном турнире    | 10 | 5 | 5 | 20:19 | Сергей Шульга   |
| 2023  | 1/8 финала                 | 7  | 5 | 2 | 15:8  | Сергей Шульга   |
| 2024  | 3-е в зональном турнире    | 7  | 3 | 4 | 15:15 | Сергей Шульга   |

### Кубок высшей лиги «А»
| Сезон | Место | И | В | П | С/П   | Главный тренер |
| ----- | ----- | - | - | - | ----- | -------------- |
| 2020  | 6-е   | 5 | 3 | 2 | 11:12 | Сергей Шульга  |
| 2021  | 15-е  | 5 | 0 | 5 | 0:15  | Сергей Шульга  |
| 2022  | 5-е   | 6 | 4 | 2 | 15:9  | Сергей Шульга  |

## Состав в сезоне-2024/25
| №                       | Имя                     | Год рождения            | Рост                    |                         |                         |
| Центральные блокирующие | Центральные блокирующие | Центральные блокирующие | Центральные блокирующие | Центральные блокирующие | Центральные блокирующие |
| ----------------------- | ----------------------- | ----------------------- | ----------------------- | ----------------------- | ----------------------- |
| 4                       | Александр Ткаченко      | 2002                    | 208                     |                         |                         |
| 11                      | Иван Демаков            | 1993                    | 209                     |                         |                         |
| 13                      | Степан Чеченев          | 2008                    | 210                     |                         |                         |
| 18                      | Дмитрий Тряпкин         | 1995                    | 205                     |                         |                         |
| Связующие               |                         |                         |                         |                         |                         |
| 1                       | Марат Гафаров           | 1994                    | 194                     |                         |                         |
| 15                      | Дмитрий Горбатков       | 2002                    | 188                     |                         |                         |
| Диагональные            |                         |                         |                         |                         |                         |
| 9                       | Кирилл Никифоров        | 1999                    | 201                     |                         |                         |
| 22                      | Данил Козлов            | 2003                    | 203                     |                         |                         |

| №                              | Имя                | Год рождения | Рост        |             |             |
| Доигровщики                    | Доигровщики        | Доигровщики  | Доигровщики | Доигровщики | Доигровщики |
| ------------------------------ | ------------------ | ------------ | ----------- | ----------- | ----------- |
| 5                              | Александр Глинский | 1996         | 198         |             |             |
| 7                              | Александр Болелов  | 1998         | 194         |             |             |
| 10                             | Андрей Бобров      | 2000         | 194         |             |             |
| 19                             | Евгений Волков     | 1997         | 194         |             |             |
| Либеро                         |                    |              |             |             |             |
| 2                              | Артём Зеленков     | 1987         | 184         |             |             |
| 8                              | Александр Голубев  | 1995         | 187         |             |             |
| 14                             | Максим Манченко    | 2003         | 178         |             |             |
| Главный тренер — Сергей Шульга |                    |              |             |             |             |

## Арена
Домашние матчи команда проводит в спортивном комплексе «Академия спорта» (микрорайон Тюменская Слобода, Спасская улица, 6).